# Émission de pré-sélection du Royaume-Uni au Concours Eurovision de la chanson
Durant son histoire au Concours Eurovision de la chanson, le Royaume-Uni a utilisé une émission de pré-sélection pour désigner son candidat et sa chanson. L'émission a, au cours du temps, pris divers noms et a changé régulièrement de format : Festival of British Popular Song, Eurovision Song Contest British Heats, A Song for Europe, Great British Song Contest, Eurovision: Making Your Mind Up, Eurovision: Your Decision, Eurovision: Your Country Needs You et enfin Eurovision: You Decide ; elle a également été entrecoupée à plusieurs reprises par les sélections en interne des performances britanniques, et s'est arrêtée dès 2020 après la décision de son producteur, la BBC, de passer une nouvelle fois à une sélection interne. Le format Eurovision: You Decide aura été le plus récent de tous, ayant servi de 2016 à 2019. Voici le détail de ces différents formats dans cet article.

## Histoire
Des débuts à 1960, le gagnant était sélectionné par un groupe de jury de tout le pays. À partir de 1961, le gagnant est sélectionné d'après le vote d'un jury de 140 personnes, mais de 1962 à 1963, c'est le premier système qui est réinstauré.
De 1964 jusqu'en 1975, les artistes sélectionnés par la BBC devaient interpréter 6 chansons (cinq en 1966 et 1967) et le public devait choisir, en envoyant une carte postale, quelle chanson ils voulaient voir représenter le concours. Une grève postale en 1971 a empêché le vote d'avoir lieu, ainsi, un jury fut reconstituer pour sélectionner un gagnant.
Pendant la période "Song For Europe", le processus de sélection était incorporé dans d'autres show télévisés de la BBC.
Cette période fut la plus réussie de l'histoire du Royaume-Uni au Concours Eurovision. L'auteur et historien John Kennedy O'Connor nota dans son livre The Eurovision Song Contest - The Official History que toutes les prestations du Royaume-Uni de 1967 à 1977 finirent dans le Top4, avec seulement 3 chansons en dehors de la première et deuxième place.
En 1976, un nouveau système fut instauré. Douze chansons furent interprétés par des artistes choisis par les compositeurs eux-mêmes et le gagnant était à nouveau sélectionné par un jury de personnalités de tout le pays. Le show s'appelle à cette époque "A Song For Europe".
En 1977, une grève des cadreurs de la BBC annule la diffusion de l'émission, malgré tout, le show est radiodiffusé plus tard sur la BBC Radio 2. Le programme ne sera jamais filmé, il n'en reste aujourd'hui que des archives audio.
Une modernisation dramatique a été présentée en 1995 afin d'essayer de booster le profil du concours. Jonathan King a été engagé pour rendre l'événement plus moderne. Les années suivantes, des semi-finales furent ajoutées. Les chansons étaient introduites dans l'émission Top of the Pops, permettant ensuite au public de voter et de choisir 4 finalistes.
En 2000, le même format continuait à être utilisé mais les quatre chansons finales étaient à présent interprétées en live dans l'émission A Song For Europe
En 2003, un nouveau système de vote fut instauré. Les télévotants pouvaient distribuer 9, 10 et 12 points à leurs trois chansons préférées. Le mauvais résultat du gagnant de cette année-là firent en 2004 le concept changer une nouvelle fois. L'émission devenue Making Your Mind Up proposait les prestations live dans l'émission du samedi soir. Les gagnants était alors élus à 70 % par télévotes régionaux (avec distribution de 0,2,4,6,8 et 12 points) et 30 % de SMS et de votes informatiques.
En 2008, l'émission changea à nouveau de nom pour devenir Eurovision: Your Decision. L'émission fut diffusée en 2 parties en mars 2008. Les artistes furent jugés cette année-là par un panel de trois juges, jugeant de ceux qui accèderaient à la finale et qui seraient soumis aux votes des spectateurs.
En 2009, à nouveau le nom de l'émission changea pour devenir Eurovision: Your Country Needs You. Le format devint similaire à l'émission populaire I'd Do Anything et Any Dream Will Do. L'émission diffusée sur plusieurs semaines a permis à des membres du public (amateur ou professionnel) d'auditionner comme représentant du Royaume-Uni.
En 2016, à nouveau le nom de l'émission changea pour devenir Eurovision: You Decide.

## Gagnants

### Festival Of British Popular Songs(1957)
| Année | Artiste         | Chanson | Classements (Royaume-Uni) | à l'Eurovision |
| ----- | --------------- | ------- | ------------------------- | -------------- |
| 1957  | Patricia Bredin | All     | Non classé                | 7e             |

### Eurovision Song Contest British Final(1959–1960)
| Année | Artiste                    | Chanson                  | Classements (Royaume-Uni) | à l'Eurovision |
| ----- | -------------------------- | ------------------------ | ------------------------- | -------------- |
| 1959  | Pearl Carr & Teddy Johnson | Sing, Little Birdie      | 12                        | 2e             |
| 1960  | Bryan Johnson              | Looking High, High, High | 20                        | 2e             |

### A Song for Europe(1961–1995)
| Année | Artiste                     | Chanson                              | Classements (Royaume-Uni) | à l'Eurovision |
| ----- | --------------------------- | ------------------------------------ | ------------------------- | -------------- |
| 1961  | The Allisons                | Are You Sure?                        | 2                         | 2e             |
| 1962  | Ronnie Carroll              | Ring-A-Ding Girl                     | 46                        | 4e             |
| 1963  | Ronnie Carroll              | Say Wonderful Things                 | 6                         | 4e             |
| 1964  | Matt Monro                  | I Love the Little Things             | Non classé                | 2e             |
| 1965  | Kathy Kirby                 | I Belong                             | 36                        | 2e             |
| 1966  | Kenneth McKellar            | A Man Without Love                   | 30                        | 9e             |
| 1967  | Sandie Shaw                 | Puppet on a String                   | 1                         | 1er            |
| 1968  | Cliff Richard               | Congratulations                      | 1                         | 2e             |
| 1969  | Lulu                        | Boom Bang-a-Bang                     | 2                         | 1er            |
| 1970  | Mary Hopkin                 | Knock, Knock Who's There?            | 2                         | 2e             |
| 1971  | Clodagh Rodgers             | Jack in the Box                      | 4                         | 4e             |
| 1972  | The New Seekers             | Beg, Steal or Borrow                 | 2                         | 2e             |
| 1973  | Cliff Richard               | Power to All Our Friends             | 4                         | 3e             |
| 1974  | Olivia Newton-John          | Long Live Love                       | 11                        | 4e             |
| 1975  | The Shadows                 | Let Me Be the One                    | 12                        | 2e             |
| 1976  | Brotherhood of Man          | Save Your Kisses for Me              | 1                         | 1er            |
| 1977  | Lynsey de Paul & Mike Moran | Rock Bottom                          | 19                        | 2e             |
| 1978  | Co-Co                       | The Bad Old Days                     | 13                        | 11e            |
| 1979  | Black Lace                  | Mary Ann                             | 42                        | 7e             |
| 1980  | Prima Donna                 | Love Enough for Two                  | 48                        | 3e             |
| 1981  | Bucks Fizz                  | Making Your Mind Up                  | 1                         | 1er            |
| 1982  | Bardo                       | One Step Further                     | 2                         | 7e             |
| 1983  | Sweet Dreams                | I'm Never Giving Up                  | 21                        | 6e             |
| 1984  | Belle and the Devotions     | Love Games                           | 11                        | 7e             |
| 1985  | Vikki Watson                | Love Is                              | 49                        | 4e             |
| 1986  | Ryder                       | Runner in the Night                  | Non classé                | 7e             |
| 1987  | Rikki                       | Only the Light                       | Non classé                | 13e            |
| 1988  | Scott Fitzgerald            | Go                                   | 52                        | 2e             |
| 1989  | Live Report                 | Why Do I Always Get It Wrong         | 73                        | 2e             |
| 1990  | Emma                        | Give a Little Love Back to the World | 33                        | 6e             |
| 1991  | Samantha Janus              | A Message to Your Heart              | 30                        | 10e            |
| 1992  | Michael Ball                | One Step Out of Time                 | 20                        | 2e             |
| 1993  | Sonia                       | Better the Devil You Know            | 15                        | 2e             |
| 1994  | Frances Ruffelle            | Lonely Symphony (We Will Be Free)    | 25                        | 10e            |
| 1995  | Love City Groove            | Love City Groove                     | 7                         | 10e            |

### The Great British Song Contest(1996–1999)
| Année | Artiste               | Chanson                      | Classements (Royaume-Uni) | à l'Eurovision |
| ----- | --------------------- | ---------------------------- | ------------------------- | -------------- |
| 1996  | Gina G                | Ooh Aah... Just a Little Bit | 1                         | 8e             |
| 1997  | Katrina and the Waves | "Love Shine a Light"         | 3                         | 1er            |
| 1998  | Imaani                | Where Are You?               | 15                        | 2e             |
| 1999  | Precious              | Say It Again                 | 6                         | 12e            |

### A Song for Europe(2000–2003)
| Année | Artiste         | Chanson                    | Classements (Royaume-Uni) | à l'Eurovision |
| ----- | --------------- | -------------------------- | ------------------------- | -------------- |
| 2000  | Nicki French    | Don't Play That Song Again | 34                        | 16e            |
| 2001  | Lindsay         | No Dream Impossible        | 32                        | 15e            |
| 2002  | Jessica Garlick | Come Back                  | 13                        | 3e             |
| 2003  | Jemini          | Cry Baby                   | 15                        | 26e            |

### Eurovision: Making Your Mind Up(2004–2007)
| Année | Artiste       | Chanson                   | Classements (Royaume-Uni) | à l'Eurovision |
| ----- | ------------- | ------------------------- | ------------------------- | -------------- |
| 2004  | James Fox     | Hold Onto Our Love        | 13                        | 16e            |
| 2005  | Javine Hylton | Touch My Fire             | 18                        | 22e            |
| 2006  | Daz Sampson   | Teenage Life              | 8                         | 19e            |
| 2007  | Scooch        | Flying the Flag (For You) | 5                         | 23e            |

### Eurovision: Your Decision(2008)
| Année | Artiste      | Chanson | Classements (Royaume-Uni) | à l'Eurovision |
| ----- | ------------ | ------- | ------------------------- | -------------- |
| 2008  | Andy Abraham | Even If | 67                        | 25e            |

### Eurovision: Your Country Needs You(2009-2010)
| Année | Artiste      | Chanson                | Classements (Royaume-Uni) | à l'Eurovision |
| ----- | ------------ | ---------------------- | ------------------------- | -------------- |
| 2009  | Jade Ewen    | It's My Time,          | 27                        | 5e             |
| 2010  | Josh Dubovie | That Sounds Good to Me | Non classé                | 25e            |

Entre 2011 et 2015, le représentant et sa chanson étaient choisis en interne par la BBC.

### Eurovision: You Decide(2016–2019)
| Année | Artiste      | Chanson              | Classements (Royaume-Uni) | à l'Eurovision |
| ----- | ------------ | -------------------- | ------------------------- | -------------- |
| 2016  | Joe and Jake | You're Not Alone     | 81                        | 24e            |
| 2017  | Lucie Jones  | Never Give Up On You | 73                        | 15e            |
| 2018  | SuRie        | Storm                | 50                        | 24e            |
| 2019  | Michael Rice | Bigger than Us       | Non classé                | 26e            |

Depuis 2020, le représentant et sa chanson sont à nouveau sélectionnés en interne par la BBC.

## Présentateurs
- David Jacobs : 1957, 1960, 1962 - 1966
- Pete Murray : 1959
- Katie Boyle : 1961
- Rolf Harris : 1967
- Cilla Black : 1968, 1973
- Michael Aspel : 1969, 1976
- Cliff Richard : 1970 - 1972
- Jimmy Savile : 1974
- Lulu : 1975
- Terry Wogan : 1977 - 1996, 1998, 2003 - 2008
- Dale Winton : 1997
- Ulrika Jonsson : 1999
- Katy Hill : 2000 - 2001
- Christopher Price : 2002
- Claire Sweeney : 2002
- Gaby Roslin : 2004
- Paddy O'Connell : 2004
- Natasha Kaplinsky : 2005 - 2006
- Fearne Cotton : 2007
- Claudia Winkleman : 2008
- Graham Norton : 2009

## Invités et juges
- 1988 : Gloria Hunniford, George Martin, Bruce Welch, Mike Batt
- 1989 : Deke Arlon, Gary Davies, Leslie Bricusse, Lulu
- 1990 : Cathy McGowan, Gloria Hunniford, Carl Davis, Tim Rice
- 1994 : Richard O'Brien, Jonathan King
- 1995 : Jonathan King, Mike Read, Cheryl Baker, Brian Harvey, Ian Dury, Let Loose et 2 autres
- 2004 : Lorraine Kelly, Harry Hill, Carrie Grant
- 2005 : Jonathan Ross, Bruno Tonioli (en), Paddy O'Connell, Natalie Cassidy
- 2006 : Jonathan Ross, Bruno Tonioli (en), Fearne Cotton, Kelly Osbourne
- 2007 : John Barrowman, Mel Giedroyc
- 2008 : John Barrowman, Carrie Grant
- 2009 : Lulu, Arlene Phillips, Andrew Lloyd Webber, Diane Warren, Duncan James, Emma Bunton, Alesha Dixon

## Lieux de tournage
- Lime Grove Studios : 1957, 1959 - 1961
- BBC Television Theatre : 1962 - 1975, 1980, 1981, 1983
- BBC Television Centre : 1982, 1984 - 1999, 2003 - 2006, 2008 - 2009
- Royal Albert Hall : 1976, 1978, 1979
- New London Theatre : 1977 (émission non retransmise)
- Elstree Studios : 2000 - 2002
- The Maidstone Studios : 2007